# Yachtclub Berlin-Grünau
Der Yachtclub Berlin-Grünau (YCBG) ist ein Segelverein mit Sitz in Berlin.

## Geschichte
Der Yachtclub Berlin-Grünau entstand 1995 als Ausgründung der Abteilung Segeln des Sportclubs Berlin-Grünau. Der YCBG sieht sich in der Tradition des 1894 gegründeten Yachtclubs Müggelsee (YCM) und der Vereine, die ab 1902 auf dem Gelände des heutigen Müggelseedamm 72 Segelsport organisiert haben. Erster Vorsitzender des Vereins war 1995–1997 der CDU-Politiker Günther Krause, gefolgt von Raimund Lensing (1997–2017) und Reinhard Hübner (seit 2017). Der Verein segelte in der ersten Segel-Bundesliga von ihrer Gründung 2013 bis 2016.

## Seglerische Erfolge

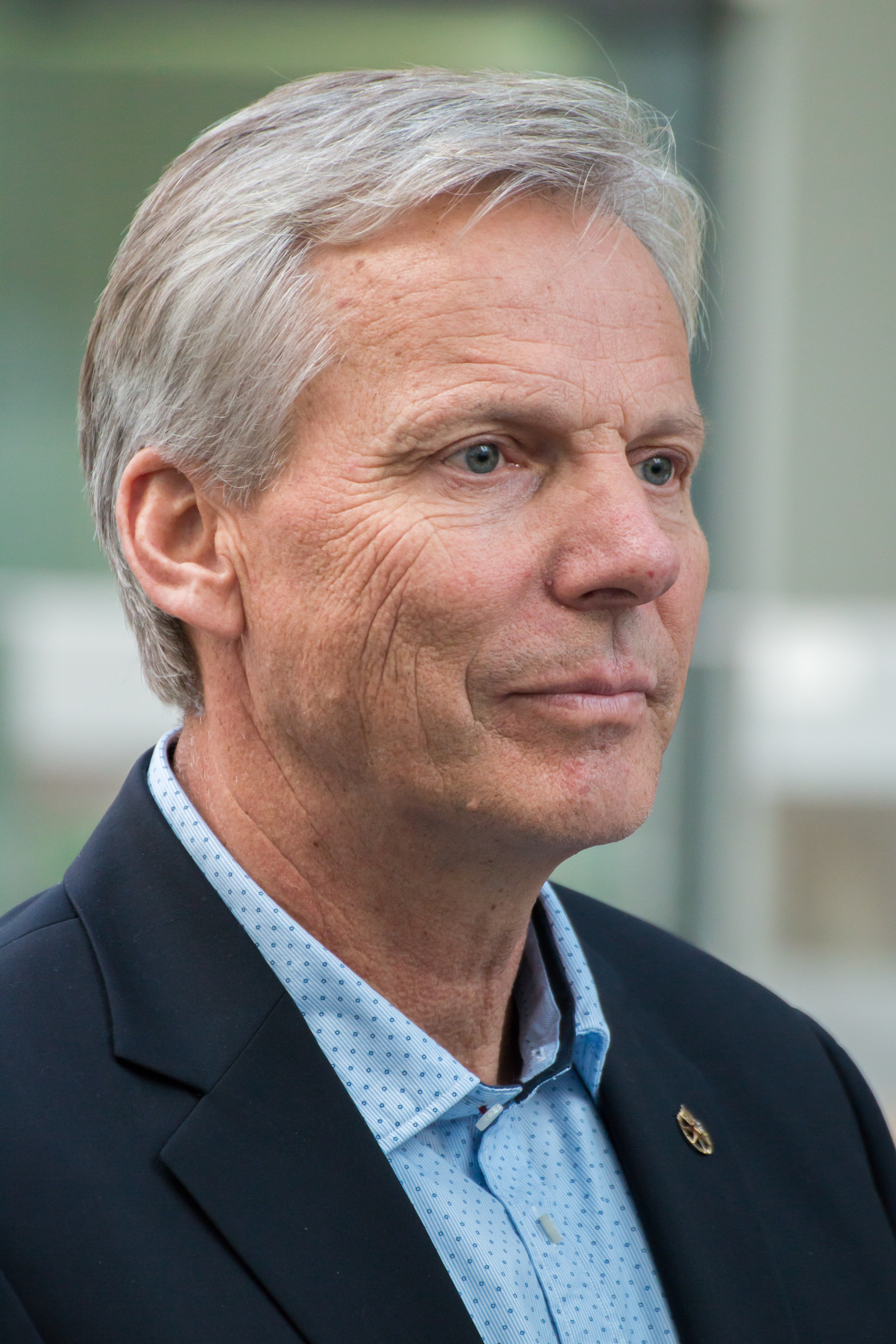
Jochen Schümann

Unter den Mitgliedern des YCBG sind mehrere Olympiateilnehmer, darunter
- Jochen Schümann (Gold im Finn und im Soling),
- Thomas Flach (Gold im Soling),
- Bernd Jäkel (Gold im Soling),
- Gunnar Bahr (Silber im Soling),
- Ingo Borkowski (Silber im Soling und Teilnahme im Starboot),
- Wolf-Eberhard Richter[8] (Starboot),
- Olaf Engelhardt (Starboot),
- Robert Stanjek (Starboot),
- Wibke Bülle (470er und Yngling),
- Peggy Bahr (470er),[9]
- Christina Pinnow (470er)[10]
- Hannes Baumann (Starboot),
- Alexander Baronjan (Mistral),[11]
- Stefan Meister (470er),[12]

ebenso die Paralympics-Sieger Jens Kroker, Robert Prem und Siegmund Mainka und die Silbermedaillengewinner Peter Münter und Hans-Peter Reichl (Sonar).

## Auszeichnungen
Der Verein wurde 2017 für seine Nachwuchsarbeit mit dem „Grünen Band“ des Deutschen Olympischen Sportbundes ausgezeichnet.